# كاتلين بلانكو
كاتلين بلانكو (بالإنجليزية: Kathleen Blanco)‏ (ولدت في 15 ديسمبر، 1942) هي الحاكمة الديمقراطية السابقة لشبه جزيرة لويزيانا في الولايات المتحدة الأمريكية في الفترة بين يناير، 2004 إلى يناير، 2008.
انتخبت في 15 نوفمبر، 2003 لحكم لويزيانا ضد الجمهوري بوبي جيندال في الانتخابات العامة لعام 2003. حيث حصلت على 52% مقابل 48% للمرشح الجمهوري. وأصبحت أول امرأة تحكم لويزيانا.